# Mendoncia rotundifolia
Mendoncia rotundifolia är en akantusväxtart som först beskrevs av Eduard Friedrich Poeppig och Endl., och fick sitt nu gällande namn av Christian Gottfried Daniel Nees von Esenbeck. Mendoncia rotundifolia ingår i släktet Mendoncia och familjen akantusväxter. Inga underarter finns listade i Catalogue of Life.